# Gabriel García Tassara
Gabriel García Tassara (Sevilla, 19 de diciembre de 1817-Madrid, 14 de febrero de 1875) fue un escritor romántico, poeta, periodista y político español.

## Biografía
Su padre, Gabriel Julián García Lucas, era contador principal de los reales ejércitos y veinticuatro del Ayuntamiento, y su madre, Teresa de Jesús Tassara y Ojeda, pertenecía a una ilustre familia andaluza; el padre murió muy pronto y la madre se casó en segundas nupcias con Manuel Barreiro y Manjón, jefe del Cuerpo de Artillería; su padrastro se preocupó por la educación del muchacho. Estudió filosofía y humanidades en el colegio de Santo Tomás de Sevilla, bajo la dirección del famoso latinista exclaustrado fray Manuel María Sotelo, e inició estudios de leyes en Sevilla. Intervino leyendo alguna poesía en jornadas auspiciadas por Serafín Estébanez Calderón en el Liceo Artístico y Literario sevillano y publica su poema La Fiebre y una Elegía (1837) en La Lira Andaluza. También trabó amistad con Salvador Bermúdez de Castro. 

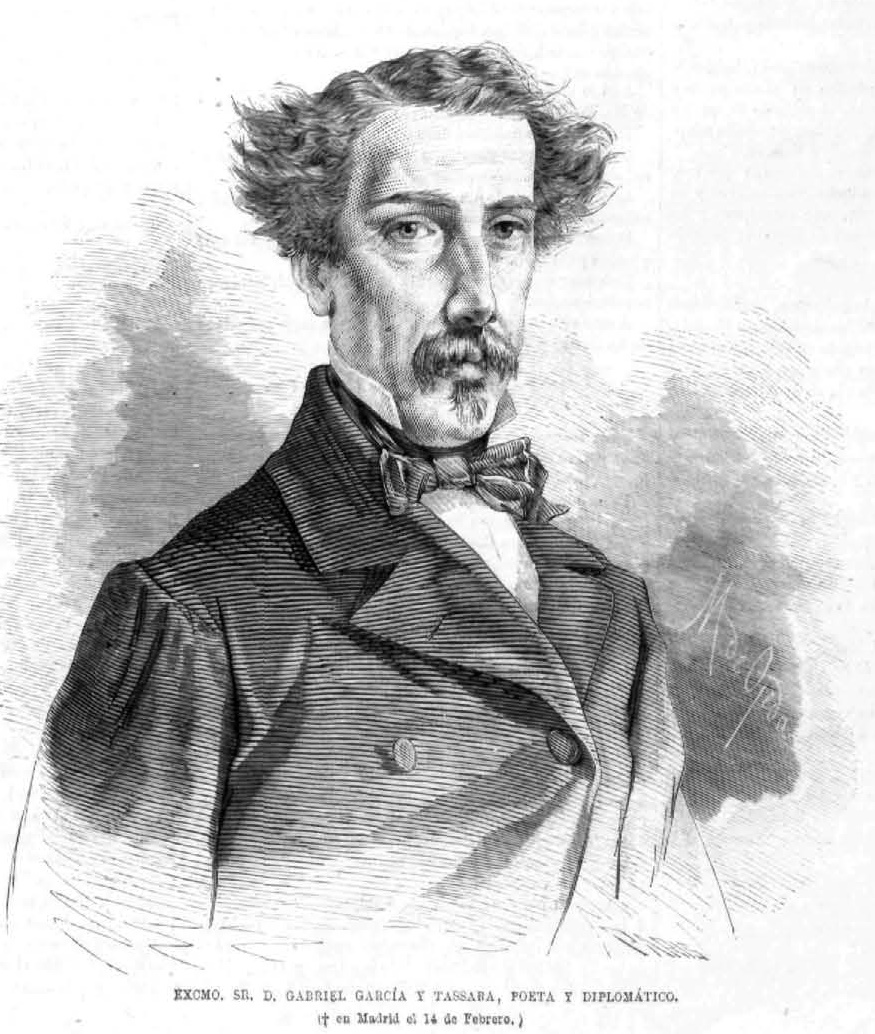
Grabado en madera de Gabriel García y Tassara, firmado M. de Ojeda. Publicado en La Ilustración Española y Americana el 15 de marzo de 1875.

Tras publicar alguna colaboración en El Artista, la revista del Romanticismo, se estableció en Madrid en 1839 para proseguir la carrera de leyes, que no terminó; allí entabló una sólida amistad con Juan Donoso Cortés y su círculo, formado por el marqués de Pidal, Pacheco, Pastor Díaz, Ríos Rosas y Francisco de Paula Cárdenas; fue periodista y colaborador en El Heraldo, El Conservador y Semanario Pintoresco, y luego cofundó y escribió en El Sol. Colaboró además en El Piloto. Obtuvo acta de diputado en 1846. Le encomendaron la dirección de El Faro (abril de 1847-abril de 1848); en la redacción de este periódico amistó con su crítico literario, Manuel Cañete. En 1854 rechaza una embajada en Parma y Toscana y, al llegar otro gran amigo, el poeta Nicomedes Pastor Díaz (a quien había conocido en la redacción de El Correo Nacional), a ministro de Estado con la Unión Liberal del gabinete O’Donnell en 1856, fue nombrado Tassara embajador plenipotenciario de España en Washington, cargo en el que estuvo diez años hasta que una queja hizo que le relevaran, y volvió a su país trayéndose la amistad de William H. Seward; durante esa estancia hizo amistad con José Ferrer de Couto, director de El Cronista de Nueva York. En 1869 volvió a la carrera diplomática como embajador en Londres. A su vuelta publicó sus poesías. 
Como político fue de orientación conservadora, admirador de Juan Donoso Cortés. La revolución de 1848 le llenó de pesimismo, y la Primera República aún más. Aunque no se casó nunca, tuvo una hija natural de la poetisa Gertrudis Gómez de Avellaneda, a la que conoció en 1844; la niña murió a los pocos meses y el poeta no admitió que fuera suya. Recorrió España y se detuvo en Ávila, donde escribió un poema a la mística Santa Teresa de Jesús. Al morir, sus amigos le dedicaron una Corona poética (1878).

## Obra
Fue autor de artículos políticos y de un tomo de Poesías (1872) prologado por Juan Valera, compuestas entre 1839 y 1848 y publicadas la mayoría entre 1839 y 1842 en El Correo Nacional y en El Semanario Pintoresco. Muchos son poemas cívicos, otros son religiosos y algunos se hallan imbuidos de talante profético (sobre todo los de tema político, en los que se muestra apocalíptico, engolado y mesiánico) o satírico. Fue un gran humanista, muy inspirado como poeta pero revestido de la suntuosidad y grandilocuencia de los temas tratados, las grandes ideas en abstracto, los grandes ideales, aun vagamente sentidos. Es romántico en la forma y clásico en el fondo, con reminiscencias de Fernando de Herrera. Muchas veces, por su ironía y desengaño, recuerda a un José de Espronceda de derechas. Otros poemas son íntimos, con sentimientos de amor y melancolía. Dejó sin terminar el ambicioso poema Un diablo más. Valera lo apreciaba: "Harto menos estimado, comprendido y aplaudido de lo que merece", escribió; otros críticos le señalan como precursor de la poesía filosófico-social de Gaspar Núñez de Arce. Figura en la obra colectiva de Los españoles pintados por sí mismos con el artículo "La políticomanía", donde se opone al progreso del sexo femenino y pinta satíricamente el feminismo. Como humanista, tradujo a Virgilio, y también el Os Lusiadas completo de Camoens y algunas obras de Shakespeare.
Sus temas favoritos son las preocupaciones religiosas (La noche, Dios, Meditación religiosa, La fiebre, Las Cruzadas, Canto bíblico, El Cristianismo, Himno al Mesías) y políticas, que ocupan la mayor parte (Venecia, Napoleón en Santa Helena, Al convenio de Vergara, Al Ejército español, A la guerra de Oriente, A Roma, La Historia, A Napoleón, A la Reina Doña Isabel II, El Alcázar de Sevilla, A Mirabeau, A Quintana, A Don Antonio Ros de Olano, el importante poema de gran aliento Un diablo más; el soneto Al natalicio de Cervantes y la epístola que desde Ginebra dirigió a Carolina Coronado) y las inspiradas por la hermosura o la grandiosidad de la naturaleza (Al Sol, en sus dos versiones; Himno al Sol, Monotonía, El crepúsculo, En el campo, La tempestad, El aquilón, El día de otoño, A Laura, La entrada del invierno, Andalucía y el soneto Cumbres de Guadarrama y de Fuenfría).